# Trama (revista de Astiberri)
Trama fue una revista de crítica e información de la historieta editada por Astiberri Ediciones entre 2001 y 2005. Se publicaron un total de 43 entregas (numeradas del 0 al 43) con una periodicidad mensual (11 números al año, el mes de agosto no se publicaba). Se distribuía gratuitamente en librerías especializadas en cómic, que recibían más o menos ejemplares en función de la publicidad que insertaran en la revista, y llegó a alcanzar tiradas de 10.000 ejemplares. Estuvo dirigida por Fernando Tarancón hasta el n.º 38 (con la ayuda de Koldo Azpitarte, acreditado como subdirector desde el n.º 2), y Elena Cabrera en sus últimos cinco números (en los que se produjo un cambio notable en la orientación de contenidos y diseño). 

## Contenido
A lo largo de sus 43 números en Trama se publicaron una larga lista de entrevistas, sobre todo a autores del mercado estadounidense, incluyendo nombres destacados de Marvel y DC, tanto guionistas (Geoff Johns, Mark Millar, Neil Gaiman, Mark Waid, Ed Brubaker o Brian Azzarello) como dibujantes (Arthur Adams, Tim Sale o Sean Phillips), autores de larga trayectoria (Will Eisner, John Byrne, Sal Buscema) o autores de cómics de creación propia (Craig Thompson, Stan Sakai, Matt Wagner o Terry Moore). También entrevistaron a autores japoneses (Jiro Taniguchi, Suehiro Maruo e Hideshi Hino) y europeos (Alejandro Jodorowsky, Philippe Dupuy, Edmond Baudoin). Y, por supuesto, españoles que trabajan para EE. UU. (Carlos Pacheco, Pasqual Ferry, Salvador Larroca, Kano o Javier Pulido) y España (Luis Durán, Víctor Santos, Carlos Giménez, Mauro Entrialgo o Max). En su última etapa también publicaron entrevistas a directores de cine cuyo trabajo estaba relacionado con el cómic: Guillermo del Toro (director de Hellboy) y Brad Bird (director de Los Increíbles).